# Talp de peus amples
El talp de peus amples (Scapanus latimanus) és una espècie de mamífer de la família dels tàlpids. Viu a Mèxic i els Estats Units.